# 마이클 소샤
마이클 소샤(Michael Socha, 1987년 12월 13일 ~ )는 잉글랜드의 배우이다.

## 출연 작품
- 빠삐용 - 줄로 역
- 더블 데이트 대소동